# Décennie 1780 en arts plastiques
Chronologie des arts plastiques
Années 1770 - Années 1780 - Années 1790
Cet article concerne les années 1780 en arts plastiques.

## Événements
- 11 août 1784 : Joshua Reynolds devient premier peintre du roi de Grande-Bretagne à la mort d'Allan Ramsay[1].
- 25 juin 1786 : Francisco de Goya est nommé peintre du roi d'Espagne[2].
- 4 novembre 1786 : John Boydell annonce lors d'un dîner chez Josiah Boydell son projet de fondation à Londres de la Boydell Shakespeare Gallery[3].

- 25 août 1787 : Hubert Robert expose au salon du Louvre ces Principaux Monuments de la France, une série de quatre tableaux[4].
- 28 août 1789 : Girodet-Trioson obtient le prix de Rome avec Joseph reconnu par ses frères[5].

## Réalisations
- 1781 :

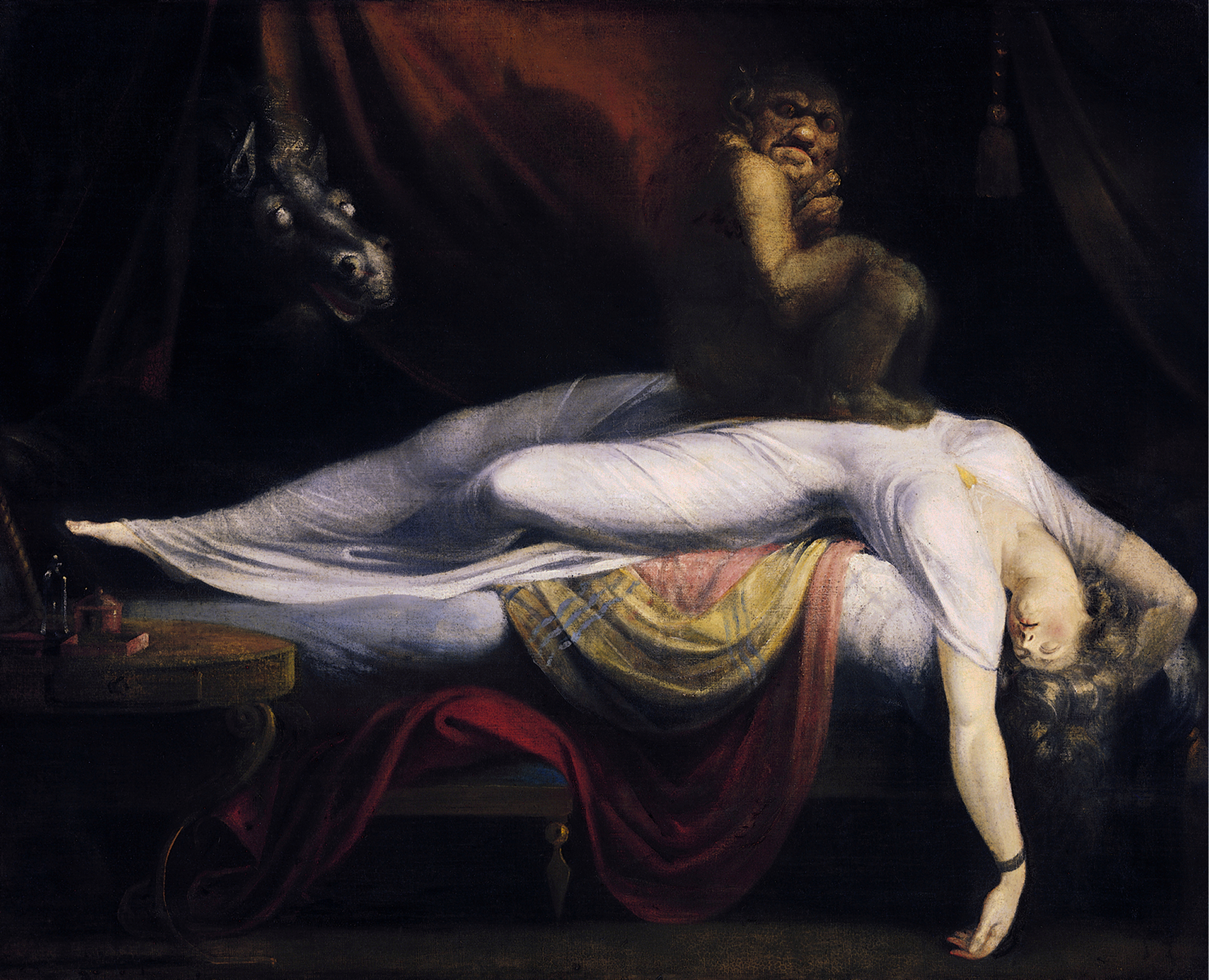
Le Cauchemar, de Johann Heinrich Füssli.

  - le sculpteur Jean-Antoine Houdon présente son Voltaire assis, statue en marbre au Salon[6].
  - Perdita, portrait de Thomas Gainsborough[7].
  - Le Cauchemar, tableau de Johann Heinrich Füssli[8].
- 1781-1782 :
  - Apollon qui se couronne de lauriers du sculpteur italien Antonio Canova[9].
  - Thésée vainqueur du Minotaure, groupe en marbre de Carrare du sculpteur italien Antonio Canova[10].
- 1783-1784 : Mrs. Siddons en muse tragique, portrait de Joshua Reynolds[11].
- 1783-1787 : Antonio Canova sculpte le monument funéraire de Clément XIV[12].
- 1784 : le peintre néo-classique français Jacques-Louis David peint son tableau Le serment des Horaces[13].
- 1785 : La Promenade matinale, toile de Thomas Gainsborough[14].
- 1787 : La Mort de Socrate, tableau de Jacques-Louis David[15].
- 1787-1792 : Antonio Canova commence le monument funéraire de Clément XIII[12].
- 1788 :
  - La Prairie de Saint-Isidore, toile de Francisco Goya[16].
  - Les Amours de Pâris et d'Hélène, tableau de Jacques-Louis David[17].
- 1789 : Les licteurs rapportent à Brutus les corps de ses fils, tableau de Jacques-Louis David[15].

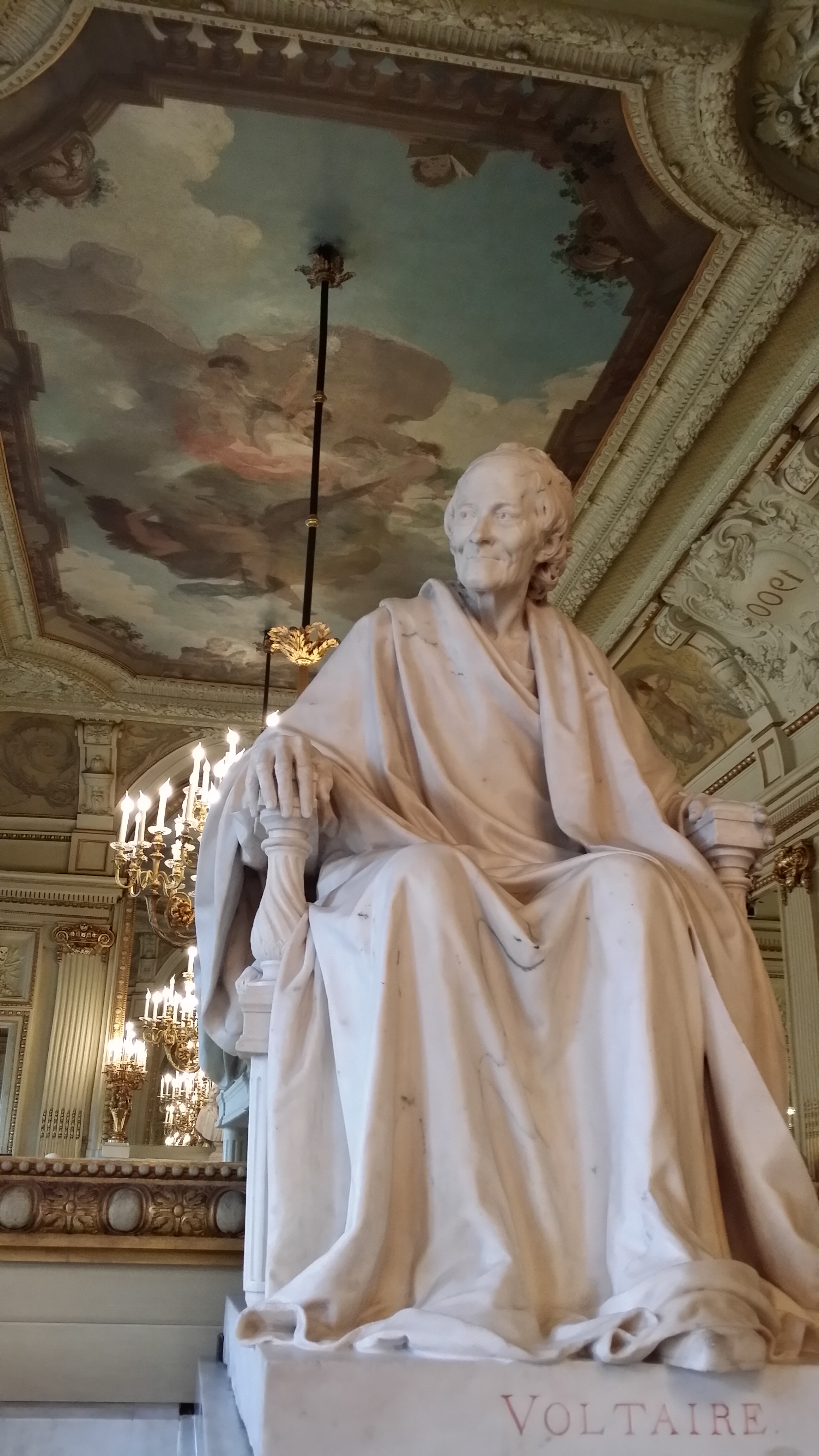
Voltaire assis, Jean-Antoine Houdon.
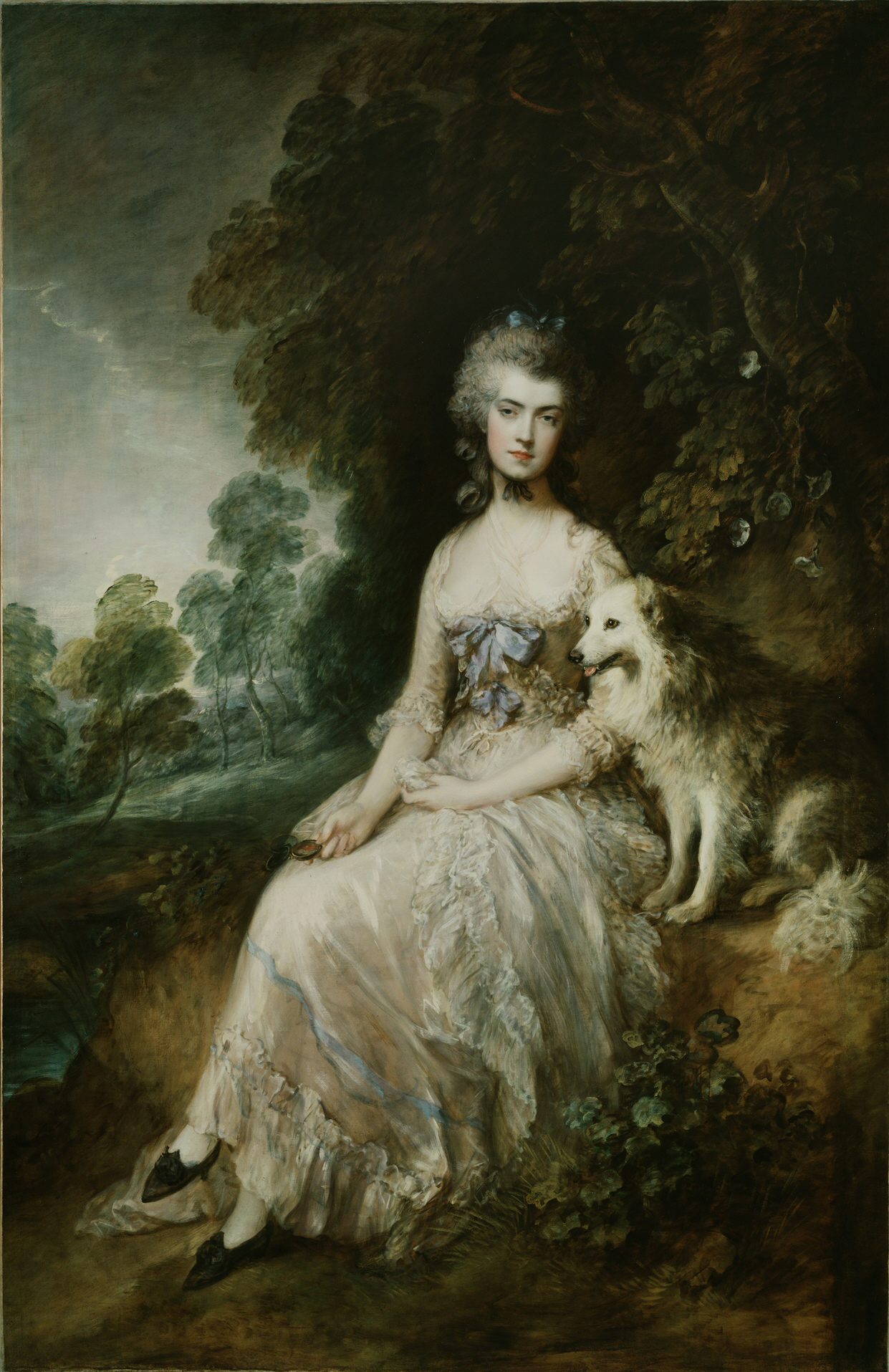
- Mrs. Mary Robinson (Perdita) ,Thomas Gainsborough.
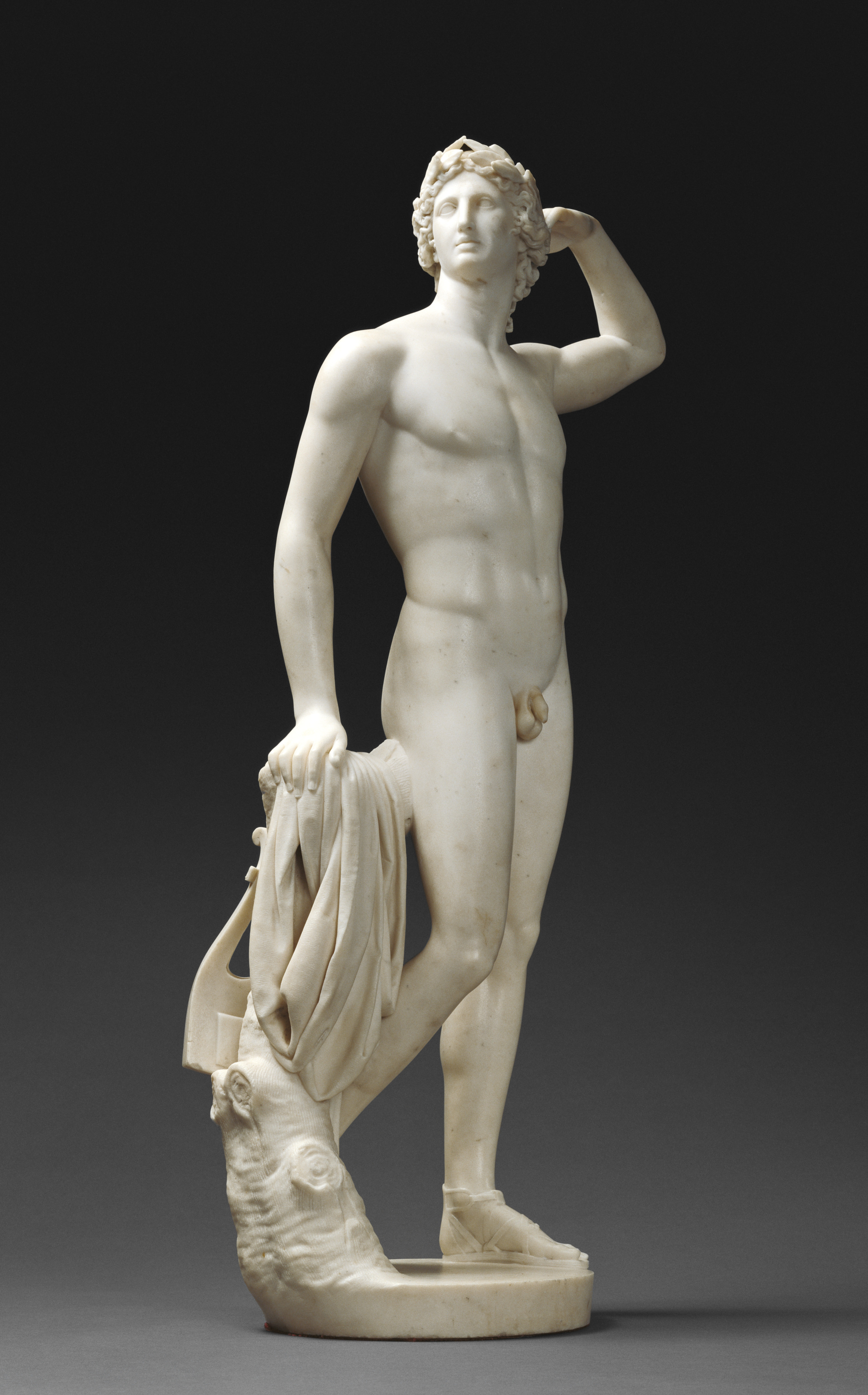
Apollon qui se couronne de lauriers, Antonio Canova.
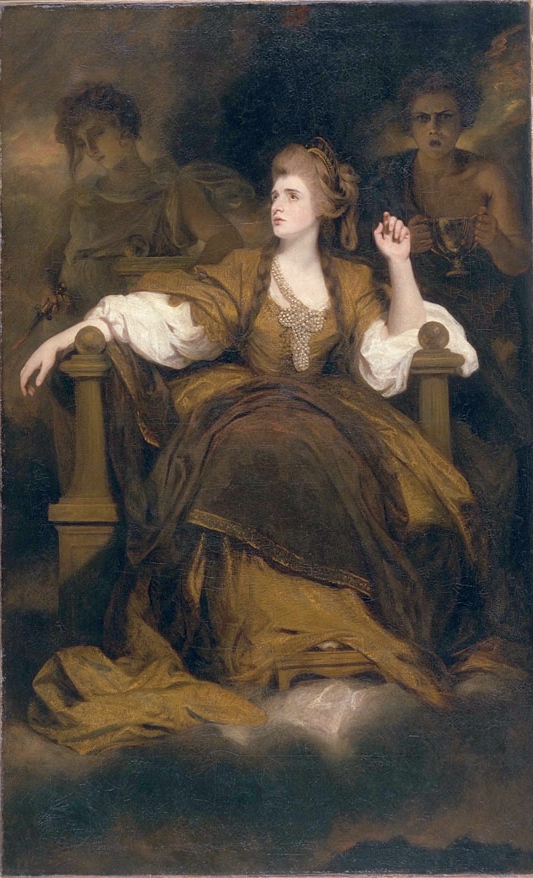
Mrs. Siddons en muse tragique, Joshua Reynolds